# Малая Азия
Ма́лая А́зия ( Μικρά Ασία, лат. Asia Minor), Натолия или Анато́лия (греч. Ανατολία; тур. Anadolu) — полуостров на западе Передней Азии, прилегающий к Балканам. 
Срединная часть территории современной Турции. Длина с запада на восток более 1000 км, ширина от 400 км до 600 км. Территория — приблизительно 506 тысяч км². Название «Анатолия» происходит от греческого слова ἀνατολή, что значит «восход (солнца), восток». Анатолией традиционно называют азиатские владения Турции (в отличие от Румелии, европейской части Турции).

## Географическая характеристика
Омывается Чёрным, Мраморным, Эгейским и Средиземным морями и проливами Босфор и Дарданеллы, отделяющими Азию от Европы. Полуостров далеко по сравнению со всеми остальными частями Азии выдвинут на запад. Восточной границей Малой Азии как физико-географической зоны обычно считают линию (т. н. анатолийская диагональ) от побережья Средиземного моря южнее залива Искендерун, далее между 40-м меридианом и озером Ван, а на севере граница примерно совпадает с нижним течением реки Чороха. У берегов Малой Азии расположены острова (Кипр, Родос, Хиос, Лесбос и другие).
На полуострове преобладает горный рельеф. Большую часть занимает полупустынное Малоазиатское нагорье, на востоке — Армянское нагорье. Внутренняя часть Малоазиатского нагорья занята Анатолийским плоскогорьем, которое на севере окаймляют окраинные Понтийские горы (от др.-греч. Πόντος — море) и на юге горы Тавр (др.-греч. Όρη Ταύρου — горы быка). Вдоль берегов — узкие низменности со средиземноморской растительностью.
Кайнозойские складчатые сооружения области продолжают собой сооружения Балканского полуострова. Формирование современного рельефа происходило в неогене и первой половине третичного периода, когда область вместе с соседними территориями Европы и прилегающими частями современного Средиземноморья подверглась поднятиям, опусканием и раздроблению. В это время Малая Азия отделилась от Балканского полуострова, образовались Мраморное и Эгейское моря, Дарданеллы и Босфор и расчленилась береговая полоса. С линиями разломов связано проявление процессов вулканизма (особенно на востоке Малоазиатского нагорья). В западной части области наблюдается сильная сейсмичность.

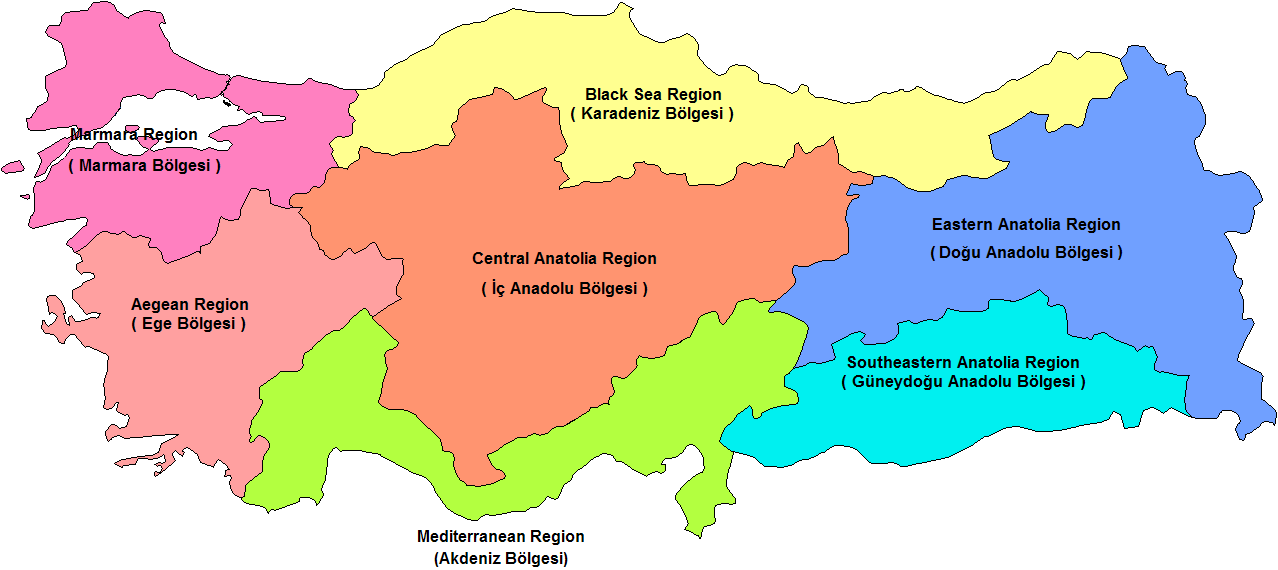
Регионы Турции

Понтийские горы почти везде круто обрываются к побережью Чёрного моря, оставляя лишь в некоторых местах небольшие участки прибрежных низменностей. Имеющиеся там немногочисленные заливы неглубоко врезаются в сушу и окаймляются крутыми склонами продольных горных хребтов. Наиболее крупные заливы северного побережья — Синопский и Самсунский.
Хребет Тавр также образует малорасчленённый берег, но в нескольких местах отступает от побережья, оставляя место для обширных низменностей, окаймляющих широкие заливы Мерсинский и Искендерон, которые обособляют на южном побережье Ликийский и Киликийский полуострова.

## Климат и реки
Климатические условия не благоприятствуют развитию густой речной сети. Немногочисленные реки маловодны и имеют неравномерный режим. Многие реки пересыхают, в связи с установлением летом прочного антициклона.
Самые крупные реки, направляющиеся в Чёрное и Средиземное моря, а также реки бассейна Тигра и Евфрата стекают с восточных хребтов области. Самая длинная река — Кызыл-Ирмак — достигает 950 км и впадает в Чёрное море, образуя заболоченную дельту. Не имея судоходного значения, реки играют большую роль как источники орошения и водоснабжения. На некоторых из них устроены плотины и водохранилища.
Озёрные котловины имеют тектоническое и карстовое происхождение. Почти все они лишены стока и сильно засолены. Самое крупное озеро Туз расположено в средней части Анатолийского плоскогорья и окружено полосой заболоченной низменности.
Во многих районах, сложенных с поверхности известняками, практически отсутствуют поверхностные воды, и население страдает от недостатка воды. Почти совершенно безводны южные полуострова и некоторые районы Анатолийского плоскогорья.
Леса занимают небольшие площади. С одной стороны, это следствие природных условий, а с другой — результат длительного истребления лесов.
На востоке Малоазиатское нагорье без резких границ переходит в Армянское нагорье, на западе — в горные хребты западной части полуострова Малая Азия, ведущие к Эгейскому морю. Хребты подходят к побережью перпендикулярно, вследствие чего береговая линия сильно расчленена. Здесь имеются удобные и глубокие бухты. Здесь расположен важный порт азиатской Турции — Измир (Смирна).

### Климат
Турция — страна преимущественно горная. В связи с этим климат страны носит в среднем горный характер и черты континентального климата. Лето во внутренних континентальных районах Турции повсеместно жаркое и засушливое, зимы снежные и холодные. На Эгейском и Средиземном море климат средиземноморский, с более мягкой зимой, устойчивый снежный покров не образуется.
На Чёрном море климат умеренно-морской с характерными для него тёплым летом и прохладной зимой. Средняя температура зимой (в январе) составляет примерно +5 °C, летом (в июле) — около +23 °C. Осадков выпадает до 1000—2500 мм в год. Летом среднесуточная температура может превысить 30 и (изредка) 35 °C, а жара может превысить +40 °C, но это бывает сравнительно редко на южном побережье Турции.
На юго-востоке Турции климат имеет черты тропического пустынного, и влажность низкая, в отличие от высокой влажности на берегу Чёрного моря.

## История

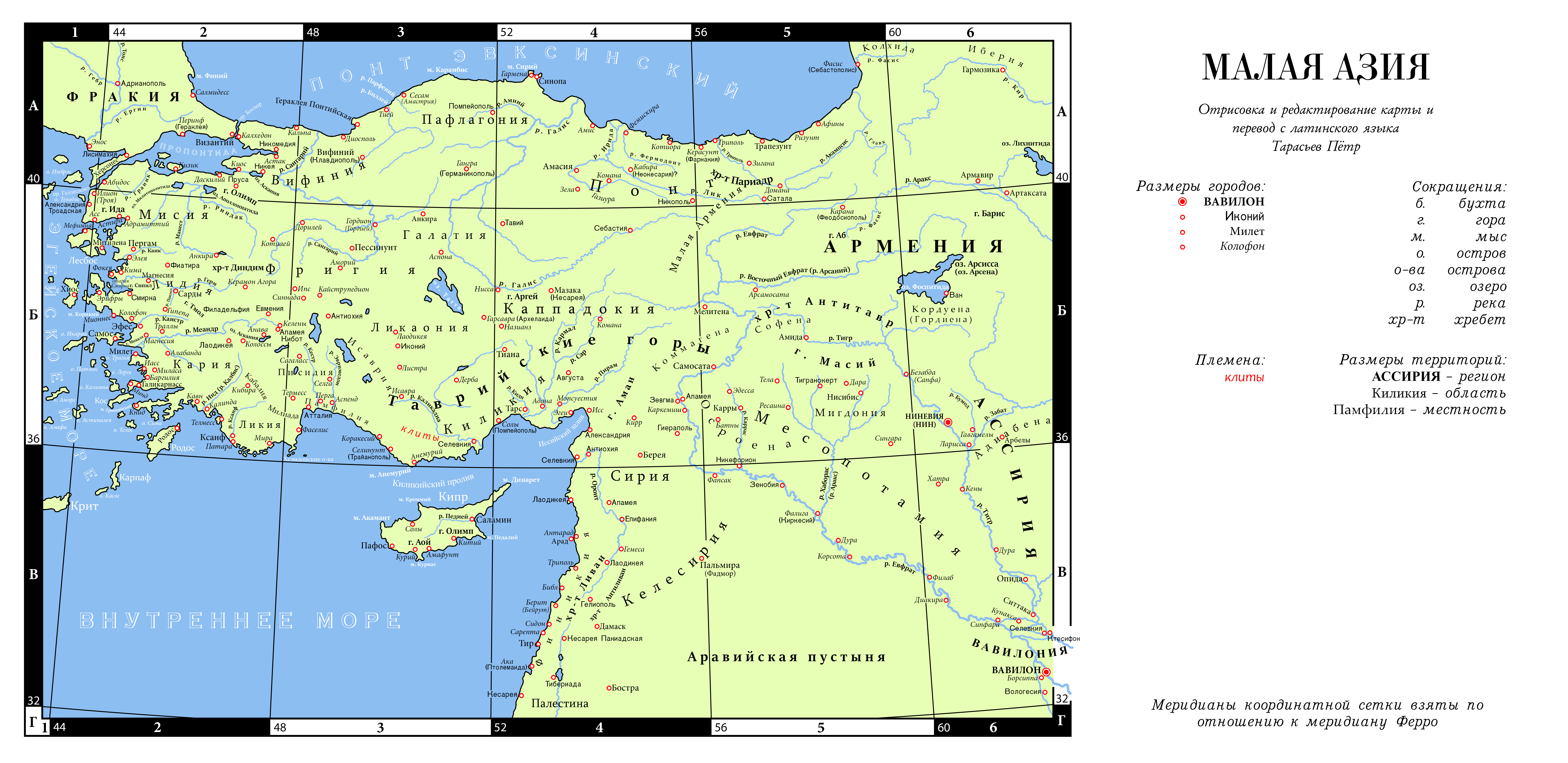
Античная Малая Азия

Малая Азия к 550 году до н. э., перед персидским вторжением

В древности (примерно с V—IV вв. до н. э.) Малая Азия носила у греков название — Анатолия (др.-греч. Ανατολή Anatolē, буквально — восход, восток). Термин «Малая Азия» был впервые введён христианским историком Павлом Орозием в своей работе «История против язычников в 7 книгах», для отделения этого региона, обращённого в христианство ещё апостолом Павлом (Малоазийские церкви), от остальной Азии.
Территория Малой Азии в разные исторические периоды входила (полностью или частично) в состав различных государственных образований древности и раннего Средневековья (Хеттское царство, Лидийское царство, Мидия, Держава Ахеменидов, Великая Армения, Малая Армения, Киликия, Западная Армения, Македонская империя, Государство Селевкидов, Понтийское царство, Пергамское царство, Древний Рим, Византия, Конийский султанат и др.).
С середины XVII до начала XIII вв. до н. э. гегемонию в Малой Азии установили хетты. На востоке полуострова и в Армении возник ряд союзов племён, позднее объединившихся в государство Урарту. На юго-востоке в это время существовали государственные образования хеттов — сначала Древнее Хеттское, потом Новое Хеттское царства.
Восточные, центральные, северные и южные области Малой Азии были населены армянами вплоть до геноцида армян в 1915 году. В этот период здесь существовали ряд армянских государств и этно-территориальных образований, таких как Хайаса (1500—1290 гг. до н. э.), Малая Армения (600 г. до н. э. — 428 г. н. э.), Ервандидская Армения (570—200 гг. до н. э.), Западная Армения (387—1921 гг.), Киликия (1080—1375), Царство Филарета Варажнуни (1071—1086), Армянская империя (95—55 гг. до н. э.), Коммагена (163 г. до н. э. — 72 г. н. э.), Васпураканская республика (1915—1918), и другие.
Позднее центральная Анатолия была занята фригийцами, а на юго-западе возникло Лидийское царство. В 546 до н. э. правитель Лидийского царства Крёз потерпел поражение от персидского царя Кира II. С этого времени Малая Азия попадает под влияние сначала персидской, а затем, в IV веке до н. э., с созданием империи Александра Македонского, — эллинской культуры.
Во II веке до н. э. Малой Азии достигли римляне, постепенно подчинившие её себе и разделившие её на несколько провинций (Азия, Вифиния, Понт, Ликия, Памфилия, Киликия, Каппадокия и Галатия). Романизации населения, однако, не произошло, и регион остался преимущественно греческим и/или эллинизированным. В Малой Азии приморские равнины были населены преимущественно греками. На западе полуострова проживали эллинизированные лидийцы, с северо-востоку от них фригийцы, битины и мисы. Население Анатолийского плато было представлено каппадокийцами и родственными им народами (исаврами, киликийцами, писидами, ликаонцами и пафлагонцами), которые имели долгую историю обитания на этих землях, а также галатами и отдельными группами иудеев (во Фригии), греков и персов, проживавших преимущественно в городах. На северо-востоке Малой Азии в районе Понта обитали греки, родственные грузинам лазы, чаны и мосхи. На Армянском нагорье проживали армяне. В период расцвета империи население Анатолии достигло, по оценкам, 12—14 млн человек. Крупнейшим городом региона в этот период был Эфес (не менее 250 тысяч жителей). В позднеримскую эпоху Анатолия также стала одним из самых христианизированных регионов мира.
После разделения Римской империи Малая Азия входила в состав Восточной Римской империи (Византии), которая поддерживала эллинизированный характер большей части её населения. Эллинизация, однако, практически не затронула многочисленное армянское население империи, которое успешно конкурировало с греками, особенно во внутренних и восточных регионах. Постоянные трения между греками и армянами облегчили задачу постепенного покорения и заселения Малой Азии волнами тюркских кочевников.
В XI веке бо́льшая часть Византии была захвачена турками-сельджуками, создавшими в центре Малой Азии своё государство — Конийский султанат. Как показали раскопки Сагалассоса, процесс мусульманизации и тюркизации полуострова не был мирным, и греко-христианское население оказывало ему активное сопротивление вплоть до начала XIV века. Посетивший регион в 1255 году Гильом де Рубрук писал: «Что касается Турции, то я могу сообщить вам, что там нет ни одного сарацина (мусульманин) из десяти; скорее, все они армяне и греки...».
В течение XIV—XV веков турки-османы уничтожили Византию, создав на её обломках Османскую империю (после Первой мировой войны — Турция). Согласно Р. Шукурову, в XIV—XV веках из большей части Анатолийского полуострова были вытеснены автохтоны этих земель — греки и армяне.